# Čeněk Weiss
Čeněk Weiss (* 30. Oktober 1875; † 27. Dezember 1938) war ein tschechoslowakischer Offizier, der zuletzt Generalmajor der Tschechoslowakischen Armee war.

## Leben
Čeněk Weiss nahm als Angehöriger der Österreichisch-Ungarischen Armee am Ersten Weltkrieg teil und wurde zuletzt am 1. August 1918 zum Oberstleutnant befördert. Nach Kriegsende wurde er am 5. Dezember 1918 als Oberstleutnant in die neu aufgestellte Tschechoslowakische Armee der Ersten Tschechoslowakischen Republik übernommen und fungierte zunächst zwischen Dezember 1918 und Dezember 1920 als Kommandeur des Militärdistrikts Strakonice in Südböhmen. Im Anschluss war er von Dezember 1920 bis Februar 1923 als Kommandeur des 26. Infanterieregiments und wurde in dieser Verwendung am 16. Dezember 1921 zum Oberst befördert. Anschließend übernahm er zwischen Februar und Dezember 1923 den Posten als Kommandeur des 22. Infanterieregiments sowie von Dezember 1923 bis Mai 1924 als Kommandeur der 2. Gebirgsbrigade. Nachdem er zwischen Mai und Juli 1924 den Informationslehrgang für Generale und Oberste in Prag absolviert hatte, fungierte er zwischen Juli und November 1924 erneut als Kommandeur der 2. Gebirgsbrigade.
Im November 1924 wurde Weiss Kommandeur der 7. Infanteriedivision und hatte diesen mehr als sieben Jahre lang bis zu seinem Eintritt in den Ruhestand am 1. Januar 1932 inne. Während dieser Zeit wurde ihm am 31. Dezember 1924 der Dienstrang eines Generals 5. Grades verliehen, ehe er am 16. Dezember 1927 zum Brigadegeneral befördert wurde. Ein knappes halbes Jahr später erfolgte am 4. Mai 1928 seine Beförderung zum Generalmajor. In der Phase der Eingliederung des Sudetenlandes im Zuge des Münchner Abkommens wurde Generalmajor Weiss in den aktiven Militärdienst zurückberufen und fungierte vom 25. September bis zum 2. Oktober 1938 als Kommandeur der Gruppe M Nord.